# ი
ი（グルジア語: ინი、/ɪnɪ/）は、現行のグルジア文字の9番目の文字（正書法改正前は10番目）である。

## 使用
ジョージア語では非円唇前舌め広めの狭母音[ɪ]を表す。記数法では数値10を表す。
ジョージア国内のラズ語でも使用されている。トルコ国内で使用されているラズ語ラテン・アルファベットの「I」に対応する。アブハズ語（1937年から1954年まで）およびオセット語（1938年から1954年まで） のグルジア文字表記法でも使用されていたが、現在はキリル文字が主に使われ、「И」と記される。
ジョージア語のラテン文字化では「I」と記す。グルジア語の点字では記号⠊（U + 280A）となる。
「ჲ」が廃止された以降、この文字の一部は「ი」と書き換えられる（ჲოტა → იოტა）。

## 字形
| アソムタヴルリ | ヌスフリ | ムヘドルリ | ムタヴルリ |
| -------------- | -------- | ---------- | ---------- |
|                |          |            |            |

## 符号位置
| 文字 | Unicode | JIS X 0213 | 文字参照          | 備考           |
| ---- | ------- | ---------- | ----------------- | -------------- |
| Ⴈ    | U+10A8  | -          | &#x10A8; &#4264;  | アソムタヴルリ |
| ⴈ    | U+2D08  | -          | &#x2D08; &#11528; | ヌスフリ       |
| Ი    | U+1C98  | -          | &#x1C98; &#7320;  | ムタヴルリ     |
| ი    | U+10D8  | -          | &#x10D8; &#4312;  | ムヘドルリ     |